# Cantón de Villeneuve-sur-Lot-Norte
El cantón de Villeneuve-sur-Lot-Norte era una división administrativa francesa, que estaba situada en el departamento de Lot y Garona y la región de Aquitania.

## Composición
El cantón estaba formado por una comuna, más una fracción de la comuna que le daba su nombre:
- Lédat
- Villeneuve-sur-Lot (fracción)

## Supresión del cantón de Villeneuve-sur-Lot-Norte
En aplicación del Decreto n.º 2014-257 de 26 de febrero de 2014, el cantón de Villeneuve-sur-Lot-Norte fue suprimido el 22 de marzo de 2015 y sus 2 comunas pasaron a formar parte del nuevo cantón de Villeneuve-sur-Lot-1.